# Mohsen Chavoshi
Mohsen Chavoshi Hosseini (en persan: محسن چاوشی ; en kurde: موحسن چاوشی) est un chanteur, compositeur, interprète et producteur de musique iranien d'origine kurde né le 30 juillet 1979. Il a réalisé une dizaine d'albums dont la bande originale du film Santouri en 2007.

## Biographie
Mohsen Chavoshi est né à Khorramshahr d'une famille originaire du Kurdistan iranien qui a migré à Machhad, où il a terminé sa formation en comptabilité,.

## Carrière
Son premier disque, Nefrin (fa), est sorti en 2002. Faute d'autorisation, il doit produire tous ses albums en dehors d'Iran. Ye Shakhe Niloufar (fa) (« A lotus sprout »), sorti en 2008, son premier album à recevoir l'autorisation des autorités iraniennes, est le CD le plus vendu légalement,.
Il prête sa voix au personnage principal du film Santouri. Il est récompensé lors du septième festival international du film de Karachi en 2009, puis aux douxièmes Hafez Awards (en), en 2011, pour la bande originale du film.
En 2014, Parooye Bi Ghayegh (« Boatless Oar ») bat des records de vente en Iran.
En 2019 paraît l'album Bi nâm (« No name »).
Il s'inspire des poètes persans pour les paroles de ses chansons, notamment dans son huitième album, Amire Bi Gazand (en) (« Harmless ruler »), qui comporte des textes de Rumi et Saadi. Ces deux poètes sont également une source d'inspiration pour son dixième album, Bi nameh. Il a publié son propre livre de poèmes, این عشق هیولایی (« This monster love »), en 2019.
Il dément une rumeur selon laquelle il aurait envisagé de quitter l'Iran : « J'aime chanter dans notre propre pays et pour mes compatriotes plutôt qu'en exil. »

## Albums
- Nefrin (fa) (« Curse ») ;
- Ye Shakhe Niloufar (fa) (« A lotus sprout ») ;
- jacket (fa) ;
- Haris (fa) (« Greedy ») ;
- Parcham-e-Sefid (fa)(« White flag ») ;
- Santouri (fa) ;
- Man Khod An Sizdaham (en) (« I myself am the thirteen ») ;
- Parooye Bi Ghayegh (fa) (« Boatless Oar ») ;
- Amir-e Bi Gazand (en) (« Harmless Ruler ») ;
- Abraham (en) ;
- Bi nâm (fa) (« No name »).

À cette liste d'albums officiels s'ajoutent plusieurs disques qui n'ont pas reçu l'autorisation nécessaire du ministère iranien de la culture :
- Khod Koshi Mamnou (« Suicide Prohibited ») ;
- Lengeh Kashf (« Shoelaces ») ;
- Mote'asefam (« I'm Sorry »).